# 沙特里謝 (科羅斯堅區)
50°57′54″N 28°40′46″E / 50.96500°N 28.67944°E
沙特里謝（烏克蘭語：Шатрище），是烏克蘭的村落，位於該國北部日托米爾州，由科羅斯堅區負責管轄，始建於1909年，面積1.31平方公里，海拔高度165米，2001年人口438，人口密度每平方公里335.63人。